# Maple Leaf Wrestling
Maple Leaf Wrestling fue el nombre no oficial en los años 70' y 80' de la promoción de lucha libre profesional fundada por Frank Tunney en 1930 en Toronto, Canadá.

## Nombres importantes
- Whipper Billy Watson
- The Sheik
- Ric Flair
- Gene Kiniski
- Bruno Sammartino
- Angelo Mosca
- Dewey Robertson
- Sweet Daddy Siki
- Tiger Jeet Singh
- Johnny Valentine
- Terrible Ted (bear)

## Campeonatos
| Campeonatos                                                               | Últimos Campeones              |
| NWA British Empire Heavyweight Championship (Toronto version) (1941–1967) | Whipper Billy Watson           |
| NWA Canadian Open Tag Team Championship (1952–1961)                       | Ilio DiPaolo & Billy Red Lyons |
| NWA United States Heavyweight Championship (Toronto version) (1962–1977)  | The Sheik                      |
| NWA International Tag Team Championship (Toronto version) (1961–1977)     | The Crusaders                  |
| NWA Canadian Heavyweight Championship (Toronto version) (1978–1984)       | Angelo Mosca Jr.               |
| NWA Canadian Television Championship (1982–1984)                          | Brian Adidas                   |